# لزابيم
لزابيم (بالفرنسية: Les Abymes)‏ هي بلدية فرنسية يسكنها 59311 نسمة (حسب إحصاء 1 يناير 2011)، وهي تقع في إقليم جوادلوب في جزر الأنتيل الصغرى.

## توأمة
للزابيم اتفاقيات توأمة مع كل من:
- كريتاي
- بوشيفيل

## أعلام
- باسكال تشيمبوندا
- كرستين أرون
- تيدي رينر
- ناتالي ديتشي